# L'intrigo della lettera
L'intrigo della lettera (La intriga de la carta) es una farsa giocosa en un acto con música de Simon Mayr y libreto en italiano de Giuseppe Maria Foppa. Se estrenó el 22 de octubre de 1797 en el Teatro San Moisè de Venecia. 
La ópera se representó posteriormente, en el año 1798, con puesta en escena en el Teatro San Carlos de Lisboa. La ópera se puso en escena el 19 de noviembre de 1995, bajo la dirección de Roberto Rizzo Brignioli. Con tal motivo se hizo la primera grabación.